# Kölingareds landskommun
Kölingareds landskommun var en tidigare kommun i dåvarande Älvsborgs län.

## Administrativ historik
Kommunen inrättades i Kölingareds socken i Redvägs och Vartofta härader i Västergötland när 1862 års kommunalförordningar trädde i kraft. Kommunen var dessutom delad på två län; huvuddelen tillhörde i Älvsborgs län och den del, kallad Österbo rote tillhörde Skaraborgs län. Österbo rote bestod av 4 mantal: Hemmanen Bäckanäs, Hiared, Skrikebo, Vråna, Bränningsås, Grönebo, Kyrkerud, Sandvik, Starrebo och Tranebol.
Förslag att överföra delen av Kölingared som låg i Skaraborgs län till Älvsborg och därmed upphöra uppdelningen av kommunen på två län bifölls inte av Kunglig Majestät den 17 februari 1894. Uppdelningen av Kölingareds landskommun på två härader och län upphörde den 1 januari 1932 (enligt beslut den 19 juni 1931).
Vid kommunreformen 1 januari 1952 uppgick landskommunen i Redvägs landskommun som 1974 uppgick i Ulricehamns kommun.

### Kyrklig tillhörighet
I kyrkligt hänseende tillhörde landskommunen Kölingareds församling.